# René van Barneveld
René van Barneveld (Soerabaja, 1 januari 1951) is een Nederlands zanger en gitarist.

## Levensloop
Van Barneveld studeerde geschiedenis in Utrecht. Als kind had hij spelenderwijs gitaar leren spelen, maar als muzikant was hij een laatbloeier.
Hij maakte midden jaren tachtig deel uit van GaGa, waarmee de Grote Prijs van Nederland gewonnen werd, en was tijdelijk lid van The Fatal Flowers. Zijn grote doorbraak volgde kort daarop, onder het pseudoniem Tres Manos, met de Urban Dance Squad, waarmee hij als gitarist eind jaren tachtig tot midden jaren negentig internationaal succes had.
Naast gitaar speelt Van Barneveld ook slide, banjo en leerde hij zichzelf pedal steel te spelen. Na het uiteenvallen van de Squad voegde Van Barneveld zich in 2001 bij de Utrechtse alternatieve countryband The Yearlings als pedalsteelgitarist. Daarna was hij onder andere actief als gitarist voor Anouk en Ilse de Lange en leverde hij gastbijdragen aan cd's van onder meer Rowwen Hèze, Ernst Jansz, Jeroen van Merwijk en Beatrice van der Poel.
Ook is hij als docent verbonden aan het Nationaal Pop Instituut en het Conservatorium van Amsterdam.

## Discografie

### met GaGa
- GaGa (1985)

### met Fatal Flowers
- Johnny D. Is Back! (1988)

### met Urban Dance Squad
- Mental floss for the globe (1989)
- Life 'n perspectives of a genuine crossover (1991)
- Persona non grata (1994)
- Planet Ultra (1996)
- Beograd Live (1997)
- Artantica (1999)
- The Singles Collection (2006)

### met The Yearlings
- The Yearlings (2001)
- Utrecht (2004), op de hoes vermeld als 'Yearling at large'

### met Planteydt
- Jotter's Wiffle (2001)

### met Anouk
- Graduated Fool (2002)

### met Sjako!
- Lucky Spots (2008)

"The 10th" (2015)

### met Ilse de Lange
- Live in Ahoy (2009)